# Brangkal (Karanganom)
Brangkal is een bestuurslaag in het regentschap Klaten van de provincie Midden-Java, Indonesië. Brangkal telt 3570 inwoners (volkstelling 2010).